# Energie (zpracování signálu)
Energie signálu v časové oblasti se definuje jako velikost skalárního součinu signálu se sebou samým. Jinými slovy je to integrál nebo suma kvadrátů magnitud (absolutních hodnot) signálu v daném čase. U spojitého signálu {\displaystyle x(t)} můžeme psát
{\displaystyle E=|\langle x,x\rangle |=\int _{-\infty }^{\infty }|x(t)|^{2}\,dt},
kde {\displaystyle E} je energie signálu {\displaystyle x(t)} a zobrazení {\displaystyle \langle \cdot ,\cdot \rangle } značí skalární součin.
U diskrétní signálů je energie definována analogicky
{\displaystyle E=\sum _{n=0}^{N-1}|x[n]|^{2}}

## Rozpoznávání řeči
Energie signálu se používá pro krátkodobou analýzu signálu při rozpoznávání mluvčích (jejich identifikace či verifikace) či rozpoznávání slov. Energie je vedle střední hodnoty, rozptylu a výkonu hlavní charakteristikou číslicových signálů. Mezi další patří apriorní charakteristiky posloupnosti slov (např. po písmenu y je velmi pravděpodobné, že dalším písmenem bude souhláska). Každé písmeno – na základě rozboru internetového zpravodajství zpracovaného společností NewtonMedia a Technickou univerzitou v Liberci má svou pravděpodobnost výskytu po předchozím písmenu. Tento jev se využívá u přepisu mluvené řeči do počítače pomocí mikrofonu. Významnou roli zde hraje i výskyt tzv. sykavek – hlásek, pro něž je charakteristické vybočení z pitch frekvence. Ty potom z velké míry ovlivňují i výše uvedený rozptyl. Energii řečového signálu (ve smyslu nespojistého číslicovitého signálu s omezeným počtem vzorků), můžeme považovat za příznak řečového signálu pro použití bayesovského klasifikátoru pro více příznaků při rozpoznávání mluvčích.
Energie{\displaystyle {E}=\sum _{i=0}^{N-1}x[i]^{2}}.
Výkon{\displaystyle {P}={\frac {1}{N}}\sum _{i=0}^{N-1}x[i]^{2}}.